# Clinton Shorter
Clinton Shorter est un compositeur de musiques de films, né le 18 mars 1971 à Vancouver (Canada).

## Biographie
Shorter a travaillé sur plus de 300 compositions pour des épisodes de séries télévisées, des films indépendants ou connus, des publicités ainsi qu'au thème des jeux olympiques d'Athènes en 2004.

## Filmographie

### Cinéma
- 2006 : Unnatural & Accidental de Carl Bessai
- 2007 : Normal de Carl Bessai
- 2009 : District 9 de Neill Blomkamp
- 2013 : Jappeloup de Christian Duguay
- 2013 : Gibraltar de Julien Leclercq
- 2013 : 2 Guns de Baltasar Kormákur
- 2014 : Pompéi (Pompeii) de Paul W. S. Anderson
- 2021 : Boss Level de Joe Carnahan
- 2021 : Copshop de Joe Carnahan
- 2025 : RIP de Joe Carnahan
- prochainement : Not Without Hope de Joe Carnahan

### Télévision
- 2015-2018 : The Expanse[2]